# Mikołaj Fortunat Kiślański
Mikołaj Fortunat Kiślański (ur. 10 maja 1812 w Stopnicy zm. 12 lutego 1867 w Warszawie) – prezes Rady Głównej Zakładów Dobroczynności, uczestnik powstania listopadowego, sędzia pokoju.

## Życiorys
Urodził się w Stopnicy w rodzinie Mateusza Seweryna herbu Namiot i jego pierwszej żony Antoniny z domu Gostyńskiej. Miał dwóch przyrodnich braci Zygmunta i Januarego z drugiego małżeństwa ojca z Marią Antoniną Petronelą z domu Brzeska herbu Topór.
Brał udział w powstaniu listopadowym w stopniu podporucznika. Służył w 2 pułku ułanów jako adiutant gen. Józefa Dwernickiego. Brał udział w bitwach pod Stoczkiem oraz Boremlem. Razem z generałem został internowany przez władze austriackie.
Był właścicielem dóbr Zamoście i Blanowice w powiecie olkuskim oraz Ochotnika i Zamościa w powiecie piotrkowskim. W okresie 1847-60 był sędzią pokoju okręgu radomszczańskiego. W 1859 był czynnym członkiem Towarzystwa Rolniczego w okręgu pilickim. Należał do deputacji szlacheckiej guberni radomskiej.
Mikołaj Fortunat Kiślański był dwukrotnie żonaty. Pierwszą żoną była Emilia Józefa Dzwonkowska z Dzwonka herbu Przegonia, z którą miał trzech synów: Antoniego, Karola i Władysława - zmarła w 1860. W 1863 ożenił się z Kazimierą Plucińską i mieli syna Edwarda.
Zmarł 12 lutego 1867 w Warszawie i pochowany jest na cmentarzu powązkowskim (kw. 11, r. 3, m. 5).